# Холхольский стан
Холхольский стан —  стан Рязанского княжества, затем Московского княжества, Русского царства и Российской империи.
Локализован по берегам рек Хохоловка(Лохоловка), Боровна и Ича, притоков Протвы. Другие названия —  волость Холхол, Холохолна, Халхна, Холхна, Холхов, Хохля.
С XIV века в Малоярославецком уезде. Вероятный центр — современное село Троицое на реке Лохоловка, в XVII веке — Тарусского уезда, на речке Хохоловка.
Вероятное происхождение название речки и стана  от «холуй»  — сор, нанос от разлива на лугах; груда наносного леса, бревен

## История
При распаде Черниговского княжества Холохолна осталась рязанским анклавом в землях тарусско-оболенских князей. В Холохолне в 1371 году насчитывалось полтораста семей(или человек).Границы стана простирались очень широко, в частности в него него входило Льгово на реке Туловня(Тулгома). Стан широким кольцом опоясывал Оболенское княжество с юга и востока. В 1368 году Ольгерд убил «въ Холхлѣ» на «встрече» князя Семена Дмитриевича Крапивы Стародубского, после чего двинулся в Оболенск и на Тросну, а затем – на Москву.
По жалованной грамоте великого князя рязанского Олега Ивановича второй половины XIV века  к Ольгову монастырю (возможно 1372 года) отходят древние рязанские погосты — Песочна, Холохолна, Заячины, Веприя, Заячков. По второй духовной Дмитрия Ивановича 1389 года Холхол (с Заячковым) отписан великой княгине Евдокии Дмитриевне, причём Холхол назван отъездной волостью.  В начале 80-х годов XIV века закрепляется за Великим княжеством Московским.  В Малоярославецком уезде Холохоленский стан  существовал до 1768 года, когда был передан как «никакого смежства не имеющий с Малоярославецким уездом» в состав Оболенского уезда, который сам был упразднён в 1775 году.

## Населенные пункты
- Кремёнки
- Льгово